# 2010-es Bundesvision Song Contest
A 2010-es Bundesvision Song Contest volt a hatodik Bundesvision Song Contest, melyet Berlinben rendeztek meg, mivel a 2009-es versenyt a Berlint képviselő Peter Fox Schwarz zu blau című dala nyerte. A versenyre 2010. október 1-jén került sor. Ez volt az első alkalom, hogy ősszel rendezték a versenyt. A helyszín a berlini Max-Schmeling-Halle volt.

## A helyszín és a verseny
A verseny pontos helyszíne a Berlinben található Max-Schmeling-Halle volt, amely 11 900 fő befogadására alkalmas.
| Németország Berlin |

A dalfesztivál házigazdái sorozatban negyedszer Stefan Raab, Johanna Klum és Elton voltak.
Az adás Stefan Raab és a tartományok zászlóvivőinek bevonulásával kezdődött. A verseny és a szabályok ismertetése után Raab köszöntötte a másik műsorvezetőt, Johanna Klumot, aki szintén bevonult a helyszínre a győztesnek járó trófeával. Végül kapcsolták a Green Roomot, ahonnan a harmadik műsorvezető, Elton köszöntötte a nézőket.
A dalok előtti képeslapok az adott tartományról és versenyzőikről szóló kisfilmek voltak. A képeslapok előtt és után rövid felvezető szövegek hangzottak el.
Érdekes színfoltja volt a versenynek az Alsó-Szászországot képviselő Bernd Begemann és Dirk Darmstaedter, ugyanis Németország egyik 1956-os eurovíziós versenydalának átdolgozását adták elő. Az ismert dal ellenére a duó az utolsó helyen végzett, és a képviselt tartománytól kapott négy pont 2015-ig a legalacsonyabb kapott pontszám maradt.
Sorozatban második, összesen harmadik alkalommal az utolsóként előadott dal győzött.

## A résztvevők
A versenyen Németország tizenhat tartománya vett részt.
2006 után másodszor szerepelt Jan Plewka: első részvételén a TempEau tagjaként Schleswig-Holsteint, ezúttal pedig a Selig tagjaként Hamburgot képviselte.
A Szász-Anhalt színeiben versenyző Silly együttes egyik tagja, Hans-Jürgen Reznicek a dalfesztivál eddigi legidősebb résztvevője: a verseny napján 56 éves volt.
Három előadó – a Brandenburgot képviselő Das Gezeichnete Ich, a hesseni Oceana és az Észak-Rajna-Vesztfália színeiben induló Unheilig – részt vettek Németország 2014-es eurovíziós válogatójában, az Unser Song für Dänemarkban is. A berlini Ich + Ich együttes egyik tagja, Adel Tawil pedig a műsor első fordulójának, a Klubkoncert résztvevőinek kiválasztásában segédkezett, majd az adás döntőjében meghívott előadóként is fellépett.

## A szavazás
A szavazás a fellépési sorrendnek megfelelően történt, vagyis Hamburg volt az első, és Észak-Rajna-Vesztfália volt az utolsó szavazó.
Minden tartomány az eurovíziós rendszerben szavazott, vagyis 1-8, 10 és 12 pontot osztottak ki a legjobbnak ítélt tíz dalnak. A nemzetközi versennyel ellentétben azonban saját dalra is lehetett szavazni, így a legtöbb tartomány saját magának adta a maximális tizenkét pontot.
Az elsőként szavazó Hamburg saját magát helyezte az élre. Rajna-vidék-Pfalz nyolc pontjával Szász-Anhalt, a tizenkét ponttal pedig Észak-Rajna-Vesztfália vette át a vezetést. Ezt követően csak ez a két tartomány váltotta egymást az élen.
Végül Észak-Rajna-Vesztfália győzelmével zárult az izgalmas szavazás, mivel a végeredmény csak az utolsó pillanatban dőlt el: az Észak-Rajna-Vesztfália által saját magának adott tizenkét pont bejelentése előtt a tartomány Szász-Anhalttal holtversenyben állt az első helyen.
A győztes dal minden tartománytól kapott pontot, a legkevesebb nyolc pontot Mecklenburg-Elő-Pomeránia, Türingia és Berlin adták. Emellett a győztes dal öt tartománytól – Rajna-vidék-Pfalz, Alsó-Szászország, Hessen, Baden-Württemberg és Észak-Rajna-Vesztfália – gyűjtötte be a maximális tizenkét pontot.
Két tartományt is a saját maguknak adott pontok mentettek meg a nulla pontos utolsó helytől: Alsó-Szászország négy pontja az utolsó, a Saar-vidék tizenkét pontja pedig az utolsó előtti helyre volt elég. Előbbi négy pontja 2015-ig a legalacsonyabb pontszám volt, amit egy dal kapott.
A Szász-Anhaltnak adott 152 pont a jelenlegi legmagasabb, amivel egy dal nem tudott nyerni.

## Eredmények
| #  | Tartomány                 | Nyelv        | Előadó                                 | Dal                      | Magyar fordítás                        | Helyezés | Pontszám |
| -- | ------------------------- | ------------ | -------------------------------------- | ------------------------ | -------------------------------------- | -------- | -------- |
| 01 | Hamburg                   | német        | Selig                                  | Von Ewigkeit zu Ewigkeit | Az örökkévalóságtól az örökkévalóságig | 8.       | 40       |
| 02 | Rajna-vidék-Pfalz         | német        | Auletta                                | Sommerdiebe              | Nyártolvajok                           | 14.      | 17       |
| 03 | Szászország               | német        | Blockflöte des Todes és Diane Weigmann | Alles wird teurer        | Minden drágább lesz                    | 11.      | 20       |
| 04 | Bréma                     | német, angol | kleinstadthelden                       | Indie Boys               | Indie fiúk                             | 11.      | 20       |
| 05 | Mecklenburg-Elő-Pomeránia | német        | Sebastian Hämer                        | Is’ schon ok             | Rendben van                            | 10.      | 22       |
| 06 | Alsó-Szászország          | német        | Bernd Begemann és Dirk Darmstaedter    | So geht das jede Nacht   | Így megy ez minden éjjel               | 16.      | 4        |
| 07 | Brandenburg               | német        | Das Gezeichnete Ich                    | Du, es und ich           | Te, az és én                           | 5.       | 87       |
| 08 | Schleswig-Holstein        | angol, német | Stanfour és Itchino Sound              | Sail On                  | Hajózz ki!                             | 7.       | 60       |
| 09 | Hessen                    | angol, német | Oceana és Leon Taylor                  | Far Away                 | Messze                                 | 13.      | 18       |
| 10 | Saar-vidék                | német        | Mikroboy                               | Nichts ist umsonst       | Semmi sincs ingyen                     | 15.      | 12       |
| 11 | Türingia                  | német        | Norman Sinn és Ryo                     | Planlos                  | Céltalan                               | 6.       | 79       |
| 12 | Bajorország               | német        | Blumentopf                             | SoLaLa                   | Is-is                                  | 4.       | 94       |
| 13 | Szász-Anhalt              | német        | Silly                                  | Alles Rot                | Minden vörös                           | 2.       | 152      |
| 14 | Baden-Württemberg         | német        | Bakkushan                              | Springwut                | Ugródüh                                | 9.       | 39       |
| 15 | Berlin                    | német, arab  | Ich + Ich és Mohamed Mounir            | Yasmine                  | Jázmin                                 | 3.       | 100      |
| 16 | Észak-Rajna-Vesztfália    | német        | Unheilig                               | Unter deiner Flagge      | A zászlód alatt                        | 1.       | 164      |

## Ponttáblázat

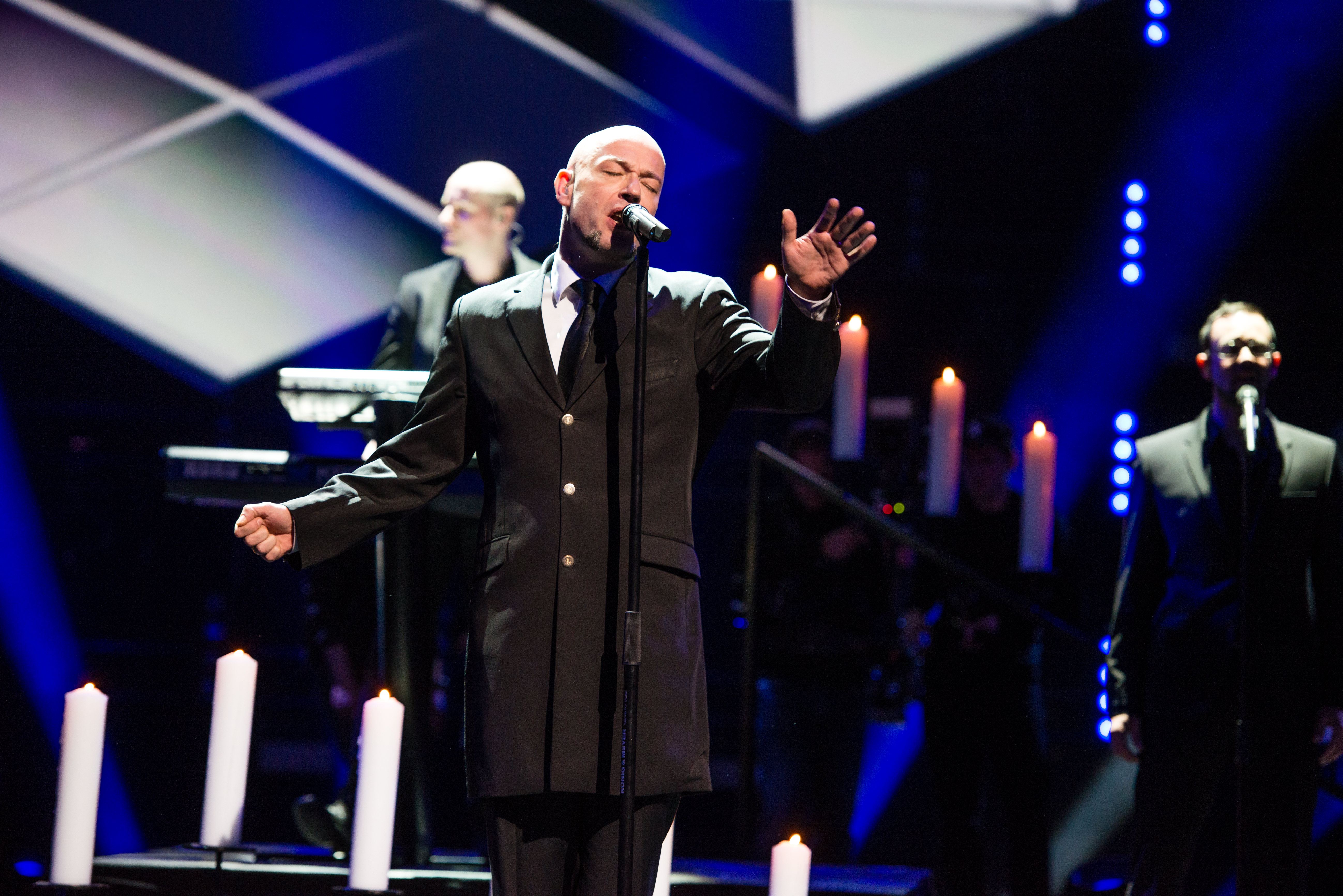
Unheilig, a verseny győztese Észak-Rajna-Vesztfáliából

| Hamburg                   | 40  | 12 |    | 2  | 3  | 3  | 2  | 3  | 7  |    |    |    |    |    | 1  | 3  | 4  |
| Rajna-vidék-Pfalz         | 17  |    | 10 |    |    |    |    |    |    | 6  | 1  |    |    |    |    |    |    |
| Szászország               | 20  |    |    | 8  |    | 1  |    |    |    |    |    | 3  | 2  | 2  |    | 4  |    |
| Bréma                     | 20  |    |    |    | 12 |    | 8  |    |    |    |    |    |    |    |    |    |    |
| Mecklenburg-Elő-Pomeránia | 22  |    |    |    |    | 12 |    | 2  | 1  |    |    | 2  |    | 3  |    | 2  |    |
| Alsó-Szászország          | 4   |    |    |    |    |    | 4  |    |    |    |    |    |    |    |    |    |    |
| Brandenburg               | 87  | 6  | 3  | 6  | 4  | 6  | 5  | 8  | 4  | 3  | 4  | 7  | 5  | 8  | 5  | 7  | 6  |
| Schleswig-Holstein        | 60  | 5  | 4  | 3  | 1  | 4  | 3  | 6  | 12 | 1  | 2  | 4  | 3  | 4  | 3  |    | 5  |
| Hessen                    | 18  | 2  | 2  |    |    |    |    |    |    | 10 |    |    | 1  |    | 2  |    | 1  |
| Saar-vidék                | 12  |    |    |    |    |    |    |    |    |    | 12 |    |    |    |    |    |    |
| Türingia                  | 79  | 7  | 1  | 5  | 7  | 5  |    | 4  | 3  | 4  | 7  | 12 | 6  | 6  | 4  | 5  | 3  |
| Bajorország               | 94  | 4  | 5  | 4  | 6  | 2  | 7  | 5  | 6  | 7  | 6  | 5  | 12 | 5  | 7  | 6  | 7  |
| Szász-Anhalt              | 152 | 8  | 8  | 12 | 8  | 10 | 10 | 12 | 8  | 8  | 8  | 10 | 8  | 12 | 8  | 12 | 10 |
| Baden-Württemberg         | 39  | 1  | 7  | 1  | 2  |    | 1  | 1  | 2  | 2  | 3  | 1  | 4  | 1  | 10 | 1  | 2  |
| Berlin                    | 100 | 3  | 6  | 7  | 5  | 7  | 6  | 7  | 5  | 5  | 5  | 6  | 7  | 7  | 6  | 10 | 8  |
| Észak-Rajna-Vesztfália    | 164 | 10 | 12 | 10 | 10 | 8  | 12 | 10 | 10 | 12 | 10 | 8  | 10 | 10 | 12 | 8  | 12 |

### 12 pontok
| Darab | Jutalmazott tartomány     | Szavazó tartomány                                                                      |
| ----- | ------------------------- | -------------------------------------------------------------------------------------- |
| 5     | Észak-Rajna-Vesztfália    | Alsó-Szászország, Baden-Württemberg, Észak-Rajna-Vesztfália, Hessen, Rajna-vidék-Pfalz |
| 4     | Szász-Anhalt              | Berlin, Brandenburg, Szász-Anhalt, Szászország                                         |
| 1     | Bajorország               | Bajorország                                                                            |
| 1     | Bréma                     |                                                                                        |
| 1     | Hamburg                   |                                                                                        |
| 1     | Mecklenburg-Elő-Pomeránia |                                                                                        |
| 1     | Saar-vidék                |                                                                                        |
| 1     | Schleswig-Holstein        |                                                                                        |
| 1     | Türingia                  |                                                                                        |

## Visszatérő előadók
| Előadó                         | Tartomány | Előző év(ek)                                                  |
| ------------------------------ | --------- | ------------------------------------------------------------- |
| Jan Plewka (a Selig tagjaként) | Hamburg   | 2006 (a TempEau tagjaként, Schleswig-Holstein képviseletében) |

## Térkép

| Győztes 2. helyezett 3. helyezett 4. helyezett 5. helyezett 6. helyezett 7. helyezett 8. helyezett | 9. helyezett 10. helyezett 11. helyezett 12. helyezett 13. helyezett 14. helyezett 15. helyezett 16. helyezett |

## Részt vevő rádióállomások
Az Eurovíziós Dalfesztivállal ellentétben ezen a versenyen regionális rádióállomások választják ki a tartományok képviselőit. A 2010-es verseny részt vevő rádióállomásai a következők voltak:
| - radio ffn - bigFM - Energy München, Energy Nürnberg - Energy Berlin - 94.5 Radio Cottbus - Energy Bremen - Radio NRW - Energy Hamburg | - Hit Radio FFH - Antenne MV - RPR1. - Radio Flensburg - bigFM - radio SAW - Energy Sachsen - Radio Top 40 |

## Galéria
A verseny műsorvezetői:

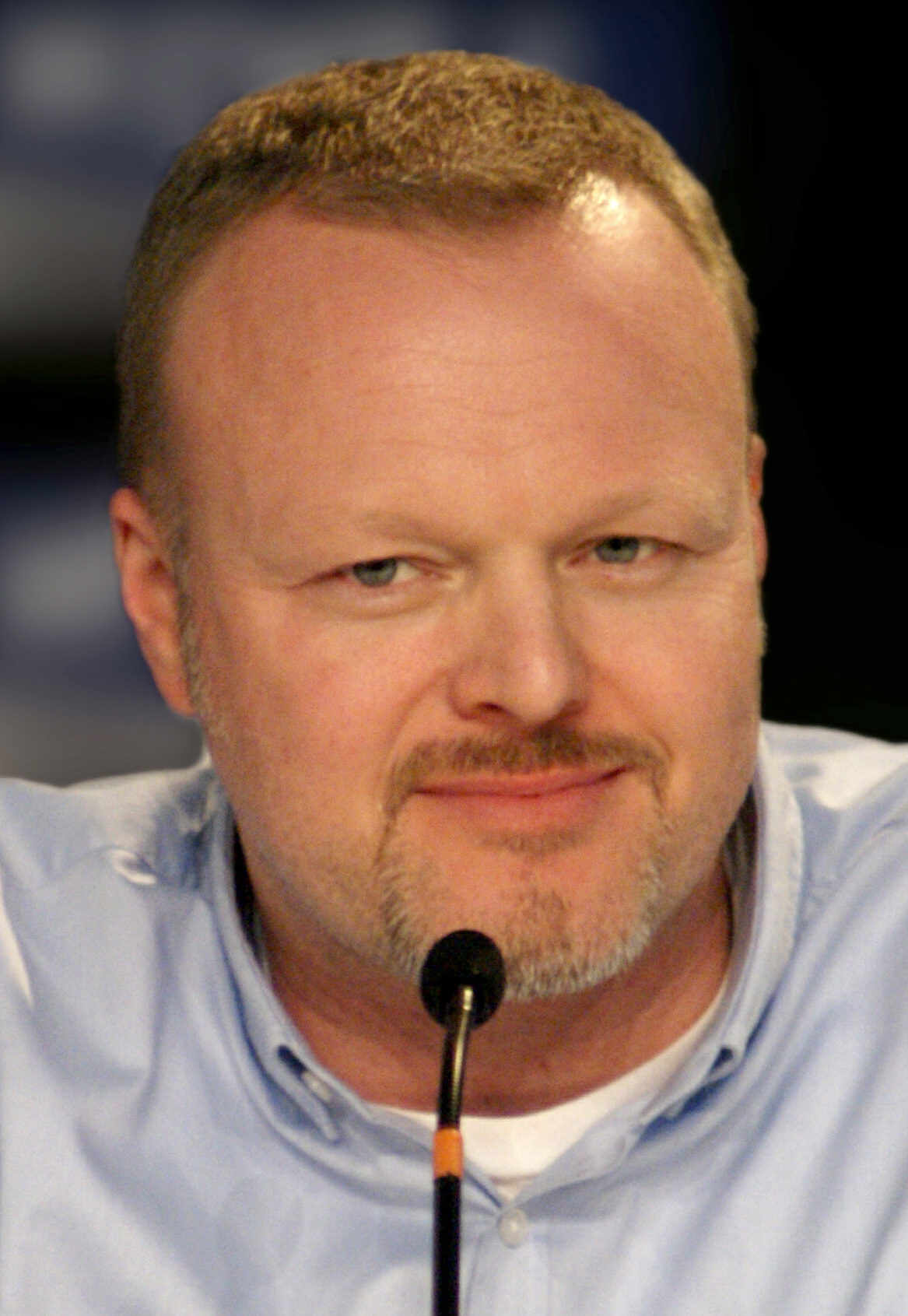
Stefan Raab
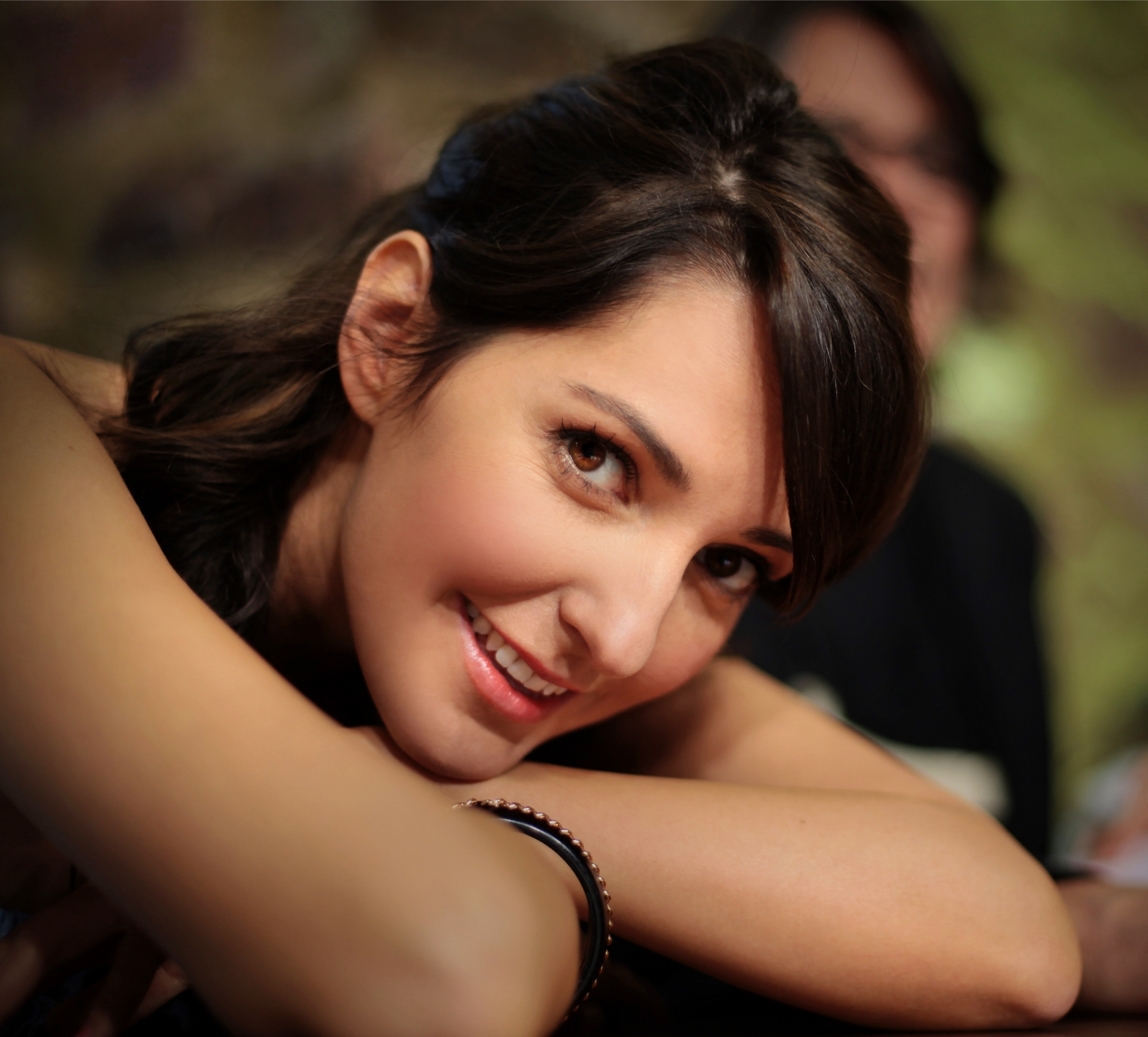
Johanna Klum
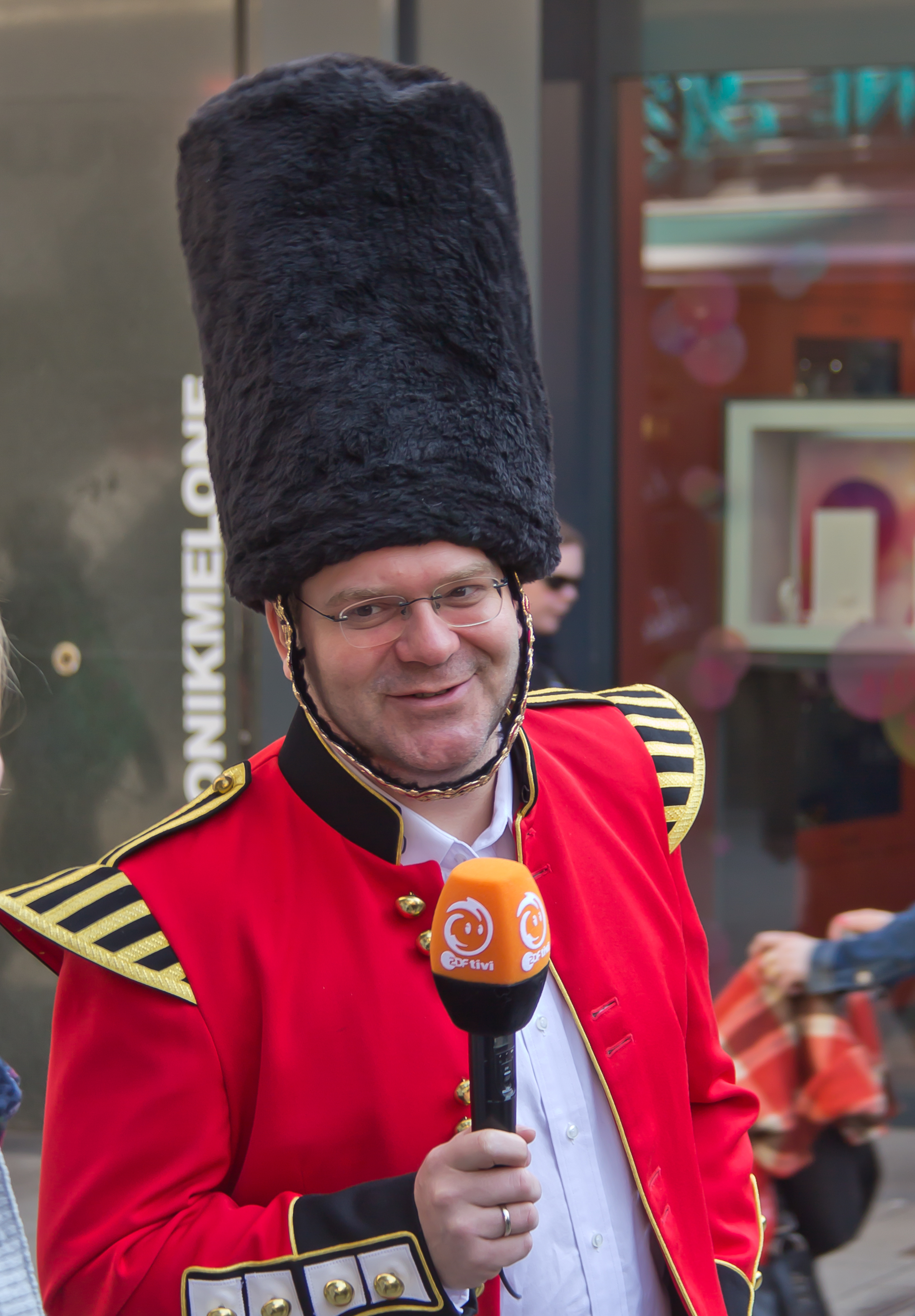
Elton